# Vanja Stambolova
Vanja Stambolova (in bulgaro Ваня Стамболова?; Varna, 28 novembre 1983) è una velocista e ostacolista bulgara.

## Palmarès
| Anno | Manifestazione  | Sede       | Evento      | Risultato  | Prestazione | Note                          |
| ---- | --------------- | ---------- | ----------- | ---------- | ----------- | ----------------------------- |
| 2005 | Mondiali        | Helsinki   | 400 m hs    | Batteria   | 58"89       |                               |
| 2006 | Mondiali indoor | Mosca      | 400 m piani | Argento    | 50"21       |                               |
| 2006 | Europei         | Göteborg   | 400 m hs    | Oro        | 49"85       |                               |
| 2009 | Universiadi     | Belgrado   | 400 m hs    | Oro        | 55"14       |                               |
| 2009 | Mondiali        | Berlino    | 400 m hs    | Semifinale | 56"12       |                               |
| 2010 | Mondiali indoor | Doha       | 400 m piani | Bronzo     | 51"50       |                               |
| 2010 | Europei         | Barcellona | 400 m hs    | Argento    | 53"82       |                               |
| 2011 | Europei indoor  | Parigi     | 400 m piani | 4ª         | 52"58       |                               |
| 2011 | Mondiali        | Taegu      | 400 m hs    | 6ª         | 54"23       |                               |
| 2012 | Mondiali indoor | Istanbul   | 400 m piani | 4ª         | 51"99       |                               |
| 2013 | Mondiali        | Mosca      | 400 m hs    | Semifinale | 56"58       |                               |
| 2014 | Europei         | Zurigo     | 800 m piani | 6ª         | 2'00"91     | Miglior prestazione personale |
| 2016 | Europei         | Amsterdam  | 400 m hs    | Batteria   | dq          |                               |